# Le Bouchage (Charente)
Le Bouchage település Franciaországban, Charente megyében. Lakosainak száma 177 fő (2022. január 1.). Le Bouchage Benest, Nanteuil-en-Vallée, Vieux-Ruffec, Chatain, Genouillé és Surin községekkel határos.

## Népesség
A település népessége az elmúlt években az alábbi módon változott:
| Lakosok száma | 290  | 232  | 197  | 173  | 155  | 153  | 166  | 175  | 175  | 177  |
|               | 1968 | 1982 | 1990 | 2006 | 2013 | 2015 | 2017 | 2019 | 2020 | 2022 |